# Christian Hosoi
Christian Rosha Hosoi (* 5. října 1967 Kalifornie) je americký skateboardista.

## Kariéra
Hosoi se narodil 5. října 1967 otci japonského původu a matce evropsko-amerického původu. Vyrůstal v Los Angeles a na Havaji. Na skateboardu začal jezdit v sedmi letech ve skateparku Marina Del Rey, kde se potkával se svými idoly, jakými byli Shogo Kubo, Tony Alva, Stacy Peralta a Jay Adams. Christian zde mohl rozvíjet dovednosti i díky svému otci, který byl ve skateparku manažerem. V roce 1979 byl jako amatér sponzorovaným jezdcem společnosti Powell&Peralta. O rok později firmu opustil, jelikož mu nenabídla profesionální smlouvu a připojil se k Dogtown Skateboards. Krátce nato Dogtown zkrachoval. Ve 14 letech se stal Christian profesionálem značky Sims. Po odchodu od Simse nakrátko zakotvil u Alva Skates, ale firmu opustil po hádce s Tonym Alvou, který okopíroval tvar jeho desky s vykrojenou patou. V roce 1984 založil vlastní společnost Hosoi Skates, nejprve distribuovanou prostřednictvím Skull Skates, poté prostřednictvím NHS-INC. Jeho desky Hamerhead, které ignorovaly tradiční tvary skateboardů, se staly legendárními. Během své kariéry obohatil Hosoi svět skateboardingu triky Christ Air a Rocket Air, které prováděl nad hranou u-rampy v dosud nevídaných výškách. Když se v polovině osmdesátých let začal prosazovat streetstyle, Christian v něm zúročil svůj talent. V roce 1989 vyhrál Lotte Cup v Japonsku jak ve vertikální rampě, tak ve streetstylu.

## Vězení
Hosoiova profesionální kariéra začala uvadat na začátku 90. let, kdy USA zasáhla recese a pouliční skateboarding začal v mediálním prostoru předbíhat soutěžní a především vertikální skateboarding. Hosoi čelil osobnímu bankrotu po finančních potížích s řadou neúspěšných skateboardových projektů Tuff Sk8s, Sk8 Kultur, Milk a Focus. Kromě toho se u něho začala projevovat rostoucí závislost na drogách. V roce 1995 byl Hosoi zatčen za dva méně závažné trestné činy, ale později byl na něho vydán zatykač, protože se nedostavil k soudu. Aby se vyhnul zatčení, přestal navštěvovat skateboardové soutěže a exhibice, odmítl i pozvání na první X Games (tehdy Extreme Games), které byly prezentovány jako duel mezi Tonym Hawkem a Christianem Hosoiem. V lednu 2000 byl na letišti v Honolulu zadržen při pokusu o převoz téměř 1,5 libry (0,68 kg) krystalického metamfetaminu. Byl obviněn z obchodování s drogami se záměrem distribuce a odsouzen k deseti letům vězení. Z trestu si odpykal čtyři roky a v červnu 2004 byl propuštěn. Ve vězení se začal zajímat o Bibli a křesťanství.

## Nový život
Hosoi je ženatý s bývalou tanečnicí z nočního klubu Jennifer Lee, s níž má tři syny, Jamese, Classica a Endlesse. Na naléhání své manželky a jejího strýce, pastora Christophera Swaima se stal výpomocným kazatelem a vrátil se ke skateboardingu. V roce 2006 vznikl dokumentární film Rising Son, který podrobně popsal Christianův počáteční úspěch, drogovou závislost i konverzi ke křesťanství. Hosoi spojil síly s Jayem Haizlipem, Brianem Sumnerem a dalšími, aby vytvořili The Uprising, křesťanské společenství pro skateboardisty. V roce 2008 bylo The Uprising zdokumentováno křesťanskou mládežnickou televizní sítí Steelroots a zformováno do televizní reality show. První sezóna obsahovala osm epizod a sledovala práci společenství v Kalifornii a Anglii. Christian se objevil také ve videu na I Am Second, ve kterém sdílí příběh své víry v Krista. V roce 2012 vydal Hosoi spolu s Chrisem Ahrensem autobiografickou knihu Hosoi: My Life as a Skateboarder Junkie Inmate Pastor, která zachycuje jeho životní příběh a svědectví o nové životní cestě poté, co si přečetl Bibli a stal se kazatelem.

## Skateboarding
Christian Hosoi se stále věnuje skateboardingu na profesionální úrovni. V roce 2014 byl hostem 20. ročníku pražského závodu Mystic Sk8 Cup, kde vyhrál kategorii Bowl Legends. Je hnací silou vlastní značky Hosoi Skateboards, která nabízí desky v originálních tvarech a designech. Grafiky skateboardů navrhuje Christianův otec Ivan „Pop“ Hosoi, případně samotní jezdci a legendy světového skateboardingu, například John Lucero. Členy týmu Hosoi Skateboards jsou další legendární skateři Micke Alba a Lincoln Ueda, nebo Australanka Arisa Trew, vítězka disciplíny „park“ na XXXIII. olympijských hrách v Paříži v roce 2024.